# Kátlovce
Kátlovce (in ungherese Kátló, in tedesco Katlowitz) è un comune della Slovacchia facente parte del distretto di Trnava, nella regione omonima.
Ha dato i natali al poeta Pavol Ušák Oliva, al quale è dedicata la locale scuola elementare.